# Machadosentis
Machadosentis is een geslacht in de taxonomische indeling van de haakwormen, ongewervelde en parasitaire wormen die meestal 1 tot 2 cm lang worden. De worm behoort tot de familie Quadrigyridae. Machadosentis werd in 1992 beschreven door D. Noronha.